# Bo Holten
Bo Holten (* 22. Oktober 1948 in Rudkøbing) ist ein dänischer Komponist und Dirigent.

## Leben
Holten studierte Musikwissenschaft an der Universität Kopenhagen und Fagott an Det Kongelige Danske Musikkonservatorium. Er war Chefdirigent der Vokalensembles Ars Nova (Kopenhagen) und Musica Ficta (Dänemark), sowie Gast-Dirigent für den BBC Singers. Von 2008 bis 2011 war er Chefdirigent des Flemish Radio Choir (Vlaams Radio Koor) in Brüssel.

## Werk
Als Komponist hat er mehrere Opern, zwei Sinfonien und vier Solokonzerte geschrieben. Er komponierte Filmmusik für Bille Augusts Zappa und Tro, håb og kærlighed und Lars von Triers The Element of Crime.
Chorwerke
- 1976: Tallis-Variationen
- 1993: Weisheit und Wahn (Visdom og Galskab)
- 1995: Triumph des Daseins (Triumf att finnas till)
- 1996: Erster Schnee (First Snow)
- 2001: Ego flos campi
- 2001: Ebbe Skammelsøn
- 2002: Psalm 104

Opern
- 1992: Orfeo
- 1999: Maria Paradis
- 2002: Gesualdo
- 2021: Schlagt sie tot!

Filmmusik
- 1982: Bilder der Befreiung (Befrielsesbilleder)
- 1983: Zappa
- 1984: The Element of Crime (Forbrydelsens element)
- 1984: Buster, der Zauberer (Busters verden)
- 1984: Twist and Shout – Rock’n’Roll und erste Liebe (Tro, håb og kærlighed)